# Atherigona flavicoxa
Atherigona flavicoxa este o specie de muște din genul Atherigona, familia Muscidae, descrisă de Stein în anul 1913.
Este endemică în Etiopia. Conform Catalogue of Life specia Atherigona flavicoxa nu are subspecii cunoscute.